# Sharp PC-5000
Lo Sharp PC-5000 era un pionieristico computer di tipo laptop, annunciato dalla Sharp Corporation giapponese nel 1983. Come il GRiD Compass, che lo precedeva, e il contemporaneo Gavilan SC, impiega un design a "libro" in cui il video si chiude sopra la tastiera.
Il PC-5000 è quasi completamente compatibile con l'IBM PC. Utilizza infatti lo stesso processore Intel 8088 a 4,77 MHz ed esegue MS-DOS 2.0 (in ROM). Ha 128 kilobyte di memoria interna (era uno dei pochi computer a utilizzare la memoria a bolle), che poteva essere espansa attraverso l'inserimento di cartucce. Gli slot per le cartucce accettano anche cartucce ROM contenenti software, come il linguaggio di programmazione Extended BASIC e la suite software EasyPac. Quest'ultima contiene il word processor EasyWrite II, il programma per realizzare report EasyReport, e il software per terminale EasyComm che era stato concepito per poter essere usato con il modem interno. È caratterizzato da un display a cristalli liquidi (LCD) da 640×80 pixel (80 caratteri per 8 linee), una tastiera con tasti a corsa completa, e un lettore di floppy disk esterno doppio da 5,25". Una caratteristica distintiva del computer era la sua stampante termica opzionale che dev'essere montata nel corpo stesso della macchina. È forse dovuto a questo componente incorporato che il design dell'involucro del PC-5000 assomiglia molto a quello delle macchine da scrivere elettroniche dell'epoca.
Il computer era più facilmente "portabile/trasportabile" dei popolari computer Compaq Portable od Osborne 1, anche se la macchina pesa ben 5 kg.